# Bosseren

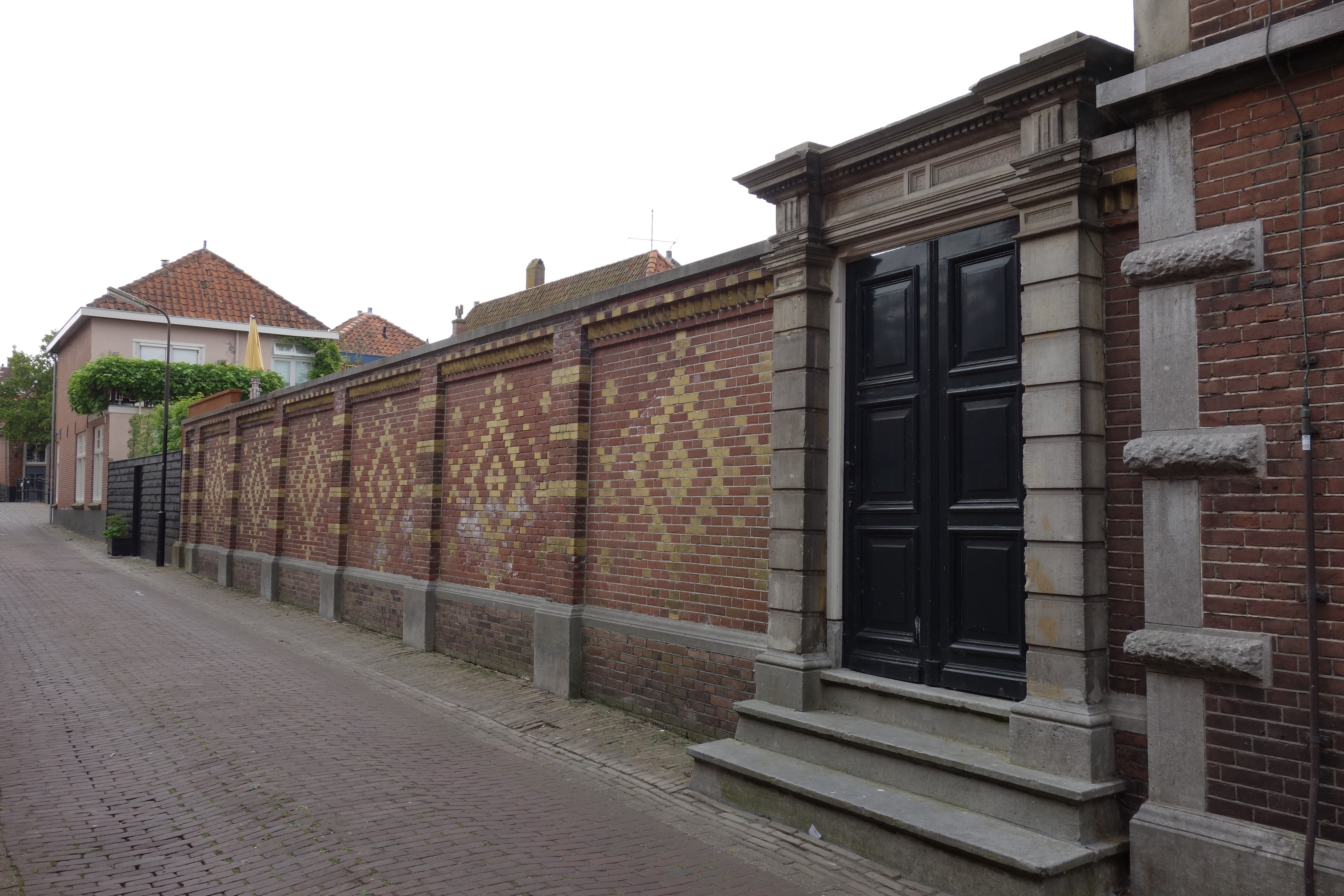
Bossering geheel rechts in hoekversiering van het Snouck van Loosenhuis te Enkhuizen

Het bosseren (bossering, bossage, gebosseerd) is het bewerken van stenen op zodanige manier dat de zichtbare kant van de steen in een muur ruw behakt wordt. Door bossering krijgt een gevel of zuil een fors, rustiek uiterlijk.
Van oorsprong komt het bosseren van natuursteen van de Romeinen en later komt dit ook voor in romaanse en renaissancistische gebouwen, daar ook wel Rustica genoemd. Aanvankelijk zijn het bosseringen in natuursteen, later werd dit ook in pleisterwerk toegepast. Bosseringen worden vooral toegepast in de plint, op de hoeken en soms ook als band.
Een afgeleide van het ruwe behakken zijn bosseringen met bepaalde motieven en patronen, waarbij de willekeur aan behakkingen ontbreekt.